# Macropsis murina
Macropsis murina är en insektsart som beskrevs av Alexey K. Tishechkin 1998. Macropsis murina ingår i släktet Macropsis och familjen dvärgstritar. Inga underarter finns listade i Catalogue of Life.